# Гуаццини, Виттория
Виттория Гуаццини (итал. Vittoria Guazzini, род. 26 декабря 2000, Понтедера, Тоскана) — итальянская профессиональная велогонщица, выступающая за женскую команду FDJ Suez Futuroscope класса UCI WorldTeam. Она также является членом Gruppo Sportivo Fiamme Oro, спортивной секции полиции Италии, одной из национальных полицейских сил. Активно выступая на шоссе и треке, она является чемпионкой мира 2022 года в командной гонке преследования и чемпионкой Европы 2020 года в мэдисоне.

## Карьера
Виттория Гуаццини начала заниматься велоспортом в возрасте семи лет в Velo Club Seano One в Карминьяно. В 2014 году в категории «начинающие» она выиграла 12 гонок, включая чемпионат Италии. В категории «студенты» она выступает за клуб San Vincenzo и выиграла 15 гонок в 2016 году, среди прочих. В следующем году она перешла в категорию юниоров в команду Vecchia Fontana. Вместе с Мартиной Фиданца, Летицией Патерностер и Кьярой Консонни она успешно выступала в гонках преследования в составе итальянской юниорской команды, завоевав титулы чемпионов Европы и мира. На чемпионате мира они установили мировой рекорд в этой категории, преодолев дистанцию 4000 метров за 4 минуты 21 сек 554 мс.
В 2018 году она присоединилась к команде Zhiraf Guerciotti. Она блистает на треке и на шоссе. На чемпионатах Европы и мира по трековому велоспорту среди юниоров она завоевала три золотые медали — в омниуме, индивидуальной и командной гонках. На шоссе она стала чемпионкой Европы среди юниоров в индивидуальной гонке, серебряным призёром в групповой гонке и сделала дубль на чемпионате Италии.
В 2019 году она переходит в элитную категорию с командой Valcar-Cylance. В начале года она приняла участие в своем первом элитном чемпионате мира по трековому велоспорту. В составе итальянской команды она заняла пятое место в командной гонке преследования. В 2019 и 2020 годах она финишировала третьей в составе итальянской команды на чемпионате Европы по шоссейному велоспорту в смешанной эстафете. В 2020 году она также станет двукратной чемпионкой Европы на треке, в мэдисоне с Элизой Бальзамо и в командной гонке преследования среди спортсменов до 23 лет.
После трёх сезонов в команде Valcar-Cylance она подписала контракт с командой FDJ-Nouvelle Aquitaine-Futuroscope на сезон 2022 года.

## Достижения

### Трек

#### Олимпийские игры
Токио 2020
- 6-я в командной гонке преследования

#### Чемпионаты мира
| Соревнование              | Индивидуальная гонка преследования | Командная гонка преследования                   | Омниум |
| Монтикьяри 2017 (юниоры)  |                                    | Золото (с Фиданца, Патерностер и Консонни)      |        |
| Эгль 2018 (юниоры)        | Золото                             | Золото (с Катарци, Коллинелли и Занарди)        | Золото |
| Прушкув 2019              |                                    | 5-я                                             |        |
| Сен-Кантен-ан-Ивелин 2022 |                                    | Золото (с Алзини, Консонни, Бальзамо и Фиданца) |        |

#### Кубок мира
2019—2020
- 3-я в командной гонке преследования в Минске
- 3-я в командной гонке преследования в Глазго
- 3-я в мэдисоне в Глазго

#### Кубок Наций
2022
- 2-я в мэдисоне в Глазго
- 3-я в командной гонке преследования в Глазго

#### Чемпионаты Европы
| Соревнование                        | Индивидуальная гонка преследования | Командная гонка преследования                        | Мэдисон             | Омниум |
| Анадия 2017 (юниоры)                |                                    | Золото (с Фиданца, Патерностер и Консонни)           |                     |        |
| Эгль 2018 (юниоры)                  | Золото                             |                                                      | Золото (с Скарси)   | Золото |
| Эгль 2018 (до 23 лет)               |                                    | Золото (с Алзини, Кавалли, Патерностер и Бальзамо)   |                     |        |
| Гент 2019 (до 23 лет)               | Серебро                            | Золото (с Кавалли, Патерностер и Бальзамо)           |                     |        |
| Апелдорн 2019                       |                                    | Бронза                                               |                     |        |
| Фьоренцуола-д’Арда 2020 (до 23 лет) | Серебро                            | Золото (с Консонни, Кавалли и Фиданца)               |                     |        |
| Пловдив 2020                        |                                    | Серебро (с Бальзамо, Консонни, Барбьери и Алзини)    | Золото (с Бальзамо) |        |
| Анадия 2022 (до 23 лет)             | Золото                             | Золото (с Занарди, Гаспаррини и Витилло)             |                     |        |
| Мюнхен 2022                         | Бронза                             | Серебро (с Барбьери, Патерностер, Фиданца и Занарди) |                     |        |

### Шоссе

#### По годам
2018
 Чемпионат Европы — индивидуальная гонка U19
 Чемпион Италии — групповая гонка U19
 Чемпион Италии — индивидуальная гонка U19
 чемпионата Европы — групповая гонка U19
3-я на Пикколо Трофео Альфредо Бинды
2019
 Чемпионат Европы — смешанная эстафета
2020
 Чемпионат Европы — смешанная эстафета
3-я на Чемпион Италии — индивидуальная гонка
2021
 Чемпионат Европы — индивидуальная гонка U23
2022
 Чемпионат мира — индивидуальная гонка U23
 Средиземноморские игры — индивидуальная гонка
 Чемпионат Италии — индивидуальная гонка U23
Тур Бретани
 Чемпионат мира — смешанная командная эстафета
 Чемпионат Европы — групповая гонка U23
 Чемпионат Европы — индивидуальная гонка U23
2-я на Гран-при Морбиана
2-я на Чемпионате Италии — индивидуальная гонка
3-я на Ле-Самен
4-я на Чемпионате мира — индивидуальная гонка

## Статистика выступления наГранд-турах
| Гонка / Год       | 2020           | 2021           | 2022 |
| ----------------- | -------------- | -------------- | ---- |
| Джиро Роза        | DNF-6          | —              | —    |
| Тур де Франс Фамм | не проводилась | не проводилась | 39   |

## Другие гонки
- Oscar TuttoBici среди юниоров[фр.]: 2018

## Рейтинги
| Год                 | 2019  | 2020 | 2021  | 2022  | 2023 | 2024 |
| ------------------- | ----- | ---- | ----- | ----- | ---- | ---- |
| Мировой рейтинг UCI | 323-й | 93-й | 139-й | 38-й  | 48-й | 77-й |
| Мировой тур UCI     | 152-й | 61-й | 128-й | 106-й | 41-й | 84-й |
|                     |       |      |       |       |      |      |
| Источник: UCI       |       |      |       |       |      |      |